# Matobosaurus
Matobosaurus — рід ящірок родини геррозаврових (Gerrhosauridae). Представники цього роду мешкають в Південній Африці.

## Види
Рід Matobosaurus нараховує 2 види:
- Matobosaurus maltzahni (De Grys, 1938)
- Matobosaurus validus (Smith, 1849)

## Етимологія
Наукова назва роду Matobosaurus походить від сполучення слів ндеб. matobo — лиса голова (округлі камінці, що виштовхуються на поверхню під час риття нір матобозаврами) і дав.-гр. σαυρος — ящірка.